# La Recueja
La Recueja là một đô thị ở tỉnh Albacete nằm ở cộng đồng tự trị Castile-La Mancha của Tây Ban Nha. Đô thị Vilagrassa có diện tích là 29,74 ki-lô-mét vuông, dân số năm 2009 là 309 người với mật độ 10,39 người/km². Đô thị Vilagrassa có cự ly 53 km so với tỉnh lỵ Albacete.